# Прийміть виклик, сеньйори!
«Прийміть виклик, синьйори!» — радянський художній телефільм-комедія 1982 року, знятий на кіностудії «Грузія-фільм».

## Сюжет
За мотивами п'єси Карло Ґольдоні «Господарка готелю».

## У ролях
- Татулі Долідзе — Мірандоліна
- Кахі Кавсадзе — кавалер Ріпафратта
- Зура Кікалейшвілі — маркіз Форліпополі
- Манана Сурмава — Деяніра
- Нінель Чанкветадзе — Ортензія
- Зураб Кіпшидзе — Фабріціо
- Аміран Аміранашвілі — слуга кавалера
- Давид Папуашвілі — граф Альбафьоріта

## Знімальна група
- Режисер — Коте Сурмава
- Сценарист — Коте Сурмава
- Оператор — Гіві Рачвелішвілі
- Композитор — Георгій Цабадзе
- Художник — Парнаоз Лапіашвілі